# Fejervarya sahyadris
Fejervarya sahyadris is een kikker uit de familie Dicroglossidae.
De soort werd voor het eerst wetenschappelijk beschreven door Alain Dubois, Annemarie Ohler en Sathyabhama Das Biju in 2001. Oorspronkelijk werd als wetenschappelijke naam Fejervarya sahyadris gebruikt maar later werd de soort bij het geslacht Minervarya ingedeeld. Tegenwoordig wordt de kikker weer tot het geslacht Fejervarya gerekend, zodat de literatuur hierover niet altijd eenduidig is.
Fejervarya sahyadris komt voor in Azië en leeft endemisch in zuidwestelijk India. De kikker is een typische bodembewoner en een typische laaglandbewoner die is aangetroffen op een hoogte van 40 tot 200 meter boven zeeniveau.
Fejervarya sahyadris is een relatief onbekende soort die pas in 2001 werd ontdekt. Er is nog weinig onderzoek gedaan naar deze kikker, zo is er niets bekend over de voortplanting en de larvale ontwikkeling.